# WWF WrestleMania: The Arcade Game
WWF WrestleMania (випущена на домашніх консолях як WWF WrestleMania: The Arcade Game) — професійна аркадна гра з реслінгу, випущена компанією Midway Manufacturing Co. у 1995 році. Вона базується на рекламі професійної боротьби Всесвітньої федерації реслінгу (WWF).
У грі представлені оцифровані зображення восьми виконавців WWF, які протистоять один одному у стрімких матчах, натхненних іграми Midway's Mortal Kombat і NBA Jam. Коментар надають Вінс МакМехон і Джеррі «Король» Лоулер, які також з’являються в грі, сидячи за столом дикторів праворуч від рингу, і Говард Фінкель, який вітає гравців у Wrestlemania на початковому екрані.
Компанія Acclaim, яка опублікувала консольні версії гри, розробила подальшу гру WWF In Your House для PlayStation, Sega Saturn і DOS.

## Геймплей
Лекс Люгер протистоїть Брету Харту.
Незважаючи на те, що WWF WrestleMania базується на професійному рестлінгу, оцифрована графіка та швидкий ігровий процес WWF WrestleMania роблять її більше файтингом, ніж спортивною/реслінговою грою, натхненною популярною серією Mortal Kombat від Midway. Що відрізняє цю гру від попередніх і майбутніх відеоігор WWF/WWE, так це надмірні та дуже карикатурні атаки. Приклади: клоун Дуйнк, який витягає молоток із повітря, рука Рейзор Рамона перетворюється на лезо або кулаки Бам Бама Бігелоу спалахують. У той час як реальні рухи боротьби присутні, матчі складаються переважно з ударних атак і спеціальних рухів. Існують інші подібності до ігор Mortal Kombat, такі як аперкоти, які змушують супротивника підніматися до неба, бездоганні перемоги та дуже нахабні анімації персонажів.
У режимі WWF WrestleMania для одного гравця гравець вибирає одну з восьми суперзірок реслінгу – Брета «Вбивця» Харта, Гробаря, Шона Майклза, Рейзора Рамона, Бем Бем Бігелоу, Йокозуну, клоуна Дойнка та Лекса Люгера. Унікальною особливістю є те, що кожен персонаж може «злити кров» з об’єкта, який його представляє. До таких «кровоточивих» об’єктів належать гантелі, що вилітають з Лекса Люгера, і сердечка, що вилітають з Валентина, що вилітають з Брета Харта.
У WWF WrestleMania є два одиночних режими: міжконтинентальний чемпіонат і чемпіонат WWF. У режимі Intercontinental Championship гравець повинен виграти чотири матчі один на один, два матчі з гандикапом 2 на 1 і один матч з гандикапом 3 на 1, щоб виграти титул. У складнішому режимі Чемпіонату WWF гравець повинен виграти чотири матчі з гандикапом 2 на 1, два матчі з гандикапом 3 на 1 і, нарешті, «Виклик WrestleMania», де гравець повинен перемогти кожного борця в грі в gauntlet, починаючи з розстановки троє на один, при цьому кожен усунутий супротивник замінюється іншим, доки всі вісім не будуть переможені.
У грі також є два режими для кількох гравців; один на один, поєдинок один на один між двома гравцями або кооператив, де два гравці об'єднуються в команду WrestleMania Challenge, у якій вони повинні перемогти вісім борців гри в групах по два, щоб  отримати тег Командні чемпіони. Музика в грі складається з уривків вступної музики приблизно 1994 року (за винятком Шона Майклза, який має старішу версію «Sexy Boy» від Шеррі Мартел, і Гробаря з його попередньою темою, коли він мав прізвисько Western Mortician з 1991 по 1994), а також початкові теми WWF Monday Night RAW, WWF Superstars і WWF Wrestling Challenge.